# Мейтленд, Перегрин
Сэр Перегрин Мейтленд (англ. Peregrine Maitland; 6 июля 1777 — 30 мая 1854) — британский колониальный администратор. В разные годы занимал должности:
- Лейтенант-губернатор Верхней Канады (1818—1828)
- Лейтенант-губернатор Новой Шотландии (1828—1834)
- Губернатор Капской колонии (1844—1847).

Несмотря на репутацию честного администратора, нередко запаздывал со своими действиями, слишком надеялся на помощников. Много усилий потратил на достижение договорённостей с вождями африканских племён для обеспечения безопасности границы Восточной Капской колонии. В Натале конфликтовал с бурами, которые отказались признавать британскую власть. В 1847 г. отозван в Англию, где и умер 5 лет спустя.